# Fermín Artagoitia Calabuig
Fermín Artagoitia Calabuig (València, 12 de febrer de 1946) és un advocat i polític valencià, regidor de l'Ajuntament de València (1987-1991) i diputat a les Corts Valencianes en la III i IV legislatura.

## Biografia
Estudià amb els maristes de València i al Liceu Espanyol de París, on va treballar com a mecànic a la fàbrica Renault, com a delineant a l'empresa de prefabricats de formigó Kaiser, a Crédit Commerciale i a altres empreses del sector electrònic i immobiliari. Quan tornà es va llicenciar en dret a la Universitat de València, especialitzant-se en dret de la Unió Europea.
Durant la transició espanyola va militar inicialment en la Unió de Centre Democràtic (UCD), després de l'ensulsiada va passar al Centro Democrático y Social (CDS), partit pel qual fou triat regidor de l'Ajuntament de València a les eleccions municipals de 1987.
Artagoitia deixa el CDS i es passa a les files d'Unió Valenciana (UV) amb el qual obté l'acta de diputat a les Corts Valencianes a les eleccions de 1991 i 1995. També va formar part de l'executiva del partit com a Secretari General d'UV durant la presidència d'Hèctor Villalba (1995-1999). L'any 2000 va sol·licitar la baixa del partit per disconformitat amb la nova executiva liderada per José Maria Chiquillo, considerada molt propera al Partit Popular (PP).
L'any 2023, amb 77 anys, retorna a l'activitat política de la mà de Ciutadans - Partit de la Ciutadania que en aquell moment vivia una situació similar a la viscuda pels anteriors partits on havia militat pels problemes de competència amb el PP. Artagoitia va ocupar el 5è lloc per València a la llista per a les eleccions a les Corts liderada per Mamen Peris.
Dos anys després s'anuncià la seua participació en el partit Unió Municipalista que pretén aglutinar partits de l'àmbit local.